# Cold Bay
Cold Bay é uma cidade localizada no estado americano de Alasca, no distrito de Aleutians East.

## Demografia
Segundo o censo americano de 2000, a sua população era de 88 habitantes.
Em 2006, foi estimada uma população de 78, um decréscimo de 10 (-11.4%).

## Geografia
De acordo com o United States Census Bureau, a localidade tem uma área de 183,7 km², dos quais 140,8 km² cobertos por terra e 42,9 km² cobertos por água.

## Localidades na vizinhança
O diagrama seguinte representa as localidades num raio de 136 km ao redor de Cold Bay.